# 兼平信秋
兼平 信秋（かねひら のぶあき）は、安土桃山時代から江戸時代前期にかけての弘前藩士。

## 略歴
兼平綱則の子として誕生。
家督1,200石を継いだ。後に加増があって1,700石になる。慶長5年（1600年）の関ヶ原の戦いの際には尾崎喜蔵らの反乱に備えて大光寺城に入った。津軽信枚の代に家老となった。元和7年（1621年）の柏木野狼狩では西の大将として参加している。